# Intina
L'intina és una paret de gruix regularment homogeni que envolta internament la cèl·lula vivent del gra de pol·len. Està situada per sota de l'exina i envoltant el plasmalemma. El component principal de la intina és la cel·lulosa, però també en formen part de la seva composició substàncies pèctiques, cal·losa, altres polisacàrids, enzims i proteïnes. Aquestes últimes, soles o com glucoproteïnes, se situen en unes vesícules especials al voltant de les obertures i possiblement són les responsables de l'al·lèrgia que el pol·len causa en els éssers humans. La intina es destrueix amb facilitat i en el pol·len fòssil o acetalitzat ha desaparegut completament.